# 鹿心社
鹿心社（1956年11月25日—），男，山东菏泽巨野县人，中华人民共和国政治人物。原武汉水利电力学院农田水利工程专业（今武汉大学水利水电学院）毕业。1982年8月参加工作，1985年7月加入中國共產黨，是中共第十七届候补中央委员，第十八届中央委员，第十九屆中央委員。曾任国土资源部副部长兼国家测绘局局长，中共甘肃省委副书记，江西省人民政府省长、中共江西省委书记、中共广西壮族自治区党委书记等职。

## 生平

### 早年及国土资源工作
1978年9月，22岁的鹿心社考入原武汉水利电力学院农田水利工程系学习。1982年大学毕后，被分配到原国家农牧渔业部土地管理局工作，开启仕途。
1986年，国务院决定，组建国家土地管理局，主管全国土地和城乡地政工作。鹿心社于当年6月调入国家土地管理局，历任副处长、副司长、司长。1996年6月，升任国家土地管理局副局长。
在国家土地管理局工作期间，鹿心社曾经于1987年4月至1988年4月赴联邦德国黑森州测量局、汉诺威地籍局进修。1995年6月至1996年8月间，曾在江苏省南通市担任副市长（挂职）。1998年3月，国务院机构改革，国家土地管理局併入新组建的国土资源部，鹿心社出任国土资源部党组成员、兼耕地保护司司长，1999年5月晋升国土资源部副部长。2005年11月，接替退休的陈邦柱出任国土资源部副部长、兼国家测绘局局长。2009年4月，任国土资源部副部长、党组副书记、兼国家土地副总督察。

### 甘肃省
2010年8月，任中共甘肃省委副书记、兼省委党校校长。

### 江西省
2011年5月，任中共江西省委副书记、江西省人民政府代省长。2012年2月5日，在江西省第十一届人大第五次会议上，任江西省省长。2016年6月29日，任中共江西省委書記。2017年1月20日，當選江西省人大常委會主任。2018年2月24日，当选为第十三届全国人大代表。

### 广西壮族自治区
2018年3月，接替彭清华任中共广西壮族自治区党委书记。2019年1月，当选自治区人大常委会主任。2021年10月，不再担任中共广西壮族自治区党委书记。

### 全国人大
2021年10月23日，任全国人民代表大会农业与农村委员会副主任委员。2022年1月15日，辞任广西壮族自治区人民代表大会常务委员会主任。2023年，他卸任全国人民代表大会农业与农村委员会副主任委员，转任环境与资源保护委员会主任委員。